# Michela Andreola
Michela Andreola (Sondalo, 3 de agosto de 1986) es una deportista italiana que compitió en biatlón. Ganó una medalla de plata en el Campeonato Europeo de Biatlón de 2011, en la prueba por relevos.

## Palmarés internacional
| Campeonato Europeo | Campeonato Europeo   | Campeonato Europeo | Campeonato Europeo |
| Año                | Lugar                | Medalla            | Prueba             |
| ------------------ | -------------------- | ------------------ | ------------------ |
| 2011               | Val Ridanna (Italia) | Medalla de plata   | Relevo             |